# 中华人民共和国—伯利兹关系
中華人民共和國—伯利茲關係（英語：Relations between the People's Republic of China and Belize）是指中華人民共和國與伯利茲的外交關係。兩國一度在1987年2月6日建交，中国也向伯利兹派遣了非常驻大使。1989年10月11日，伯利茲宣佈與中華民國建交；10月23日，中華人民共和國政府宣佈與伯利茲斷交。目前中华人民共和国对伯利兹相关事务由驻牙买加大使馆兼辖。
1997年6月兩國簽署《中華人民共和國政府和伯利兹政府關於將伯利兹駐香港名譽領事馆改為“伯利兹貿易辦事處”的協定》。
2020年6月30日，在联合国人权理事会第44次会议上，伯利兹参与英美等27国联合声明，反对中华人民共和国立法机关通过《中华人民共和国香港特别行政区维护国家安全法》。

## 經貿關係
据中国海关总署统计，2020年中伯双边贸易额为1.06亿美元，其中中方出口1.05亿美元，进口43.8万美元，同比分别增长-9.3%、-9.6%和190.9%。